# Checkered Flag
Checkered Flag er en amerikansk film fra 1990 af John Glen og Michael Levine.

## Medvirkende
- Billy Campbell som Tommy Trehearn
- Rob Estes som Mike Reardon
- Amanda Wyss som Chris
- Robert Forster som Jack Cotton
- Pernell Roberts som Andrew Valiant